# Santa Cruz das Palmeiras
Santa Cruz das Palmeiras est une municipalité brésilienne de l'État de São Paulo et la Microrégion de Pirassununga.